# 圣玛窦 (米开朗基罗)
《圣玛窦》是米开朗基罗的一尊大理石雕塑，描绘的是宗徒玛窦（使徒马太）。这尊雕塑原本是为佛罗伦萨圣母百花圣殿总主教座堂咏经席壁龛中的十二宗徒系列而设计，但因1506 年米开朗基罗应教宗儒略二世 征召移居罗马而未能完成。现藏于意大利佛罗伦萨学院美术馆。